# Olympische Sommerspiele 1988/Teilnehmer (Niger)
| Gelbes Symbol für Goldmedaillen mit stilisierten Olympischen Ringen | Graues Symbol für Silbermedaillen mit stilisierten Olympischen Ringen | Braundes Symbol für Bronzemedaillen mit stilisierten Olympischen Ringen |
| ------------------------------------------------------------------- | --------------------------------------------------------------------- | ----------------------------------------------------------------------- |
| —                                                                   | —                                                                     | —                                                                       |

Niger nahm an den Olympischen Sommerspielen 1988 in Seoul, Südkorea, mit einer Delegation von sechs Sportlern (allesamt Männer) teil.

## Teilnehmer nach Sportarten

### Boxen
- Badie Ovnteni
Fliegengewicht: 17. Platz

- Moumouni Siuley
Bantamgewicht: 17. Platz

- Djingarey Mamoudou
Federgewicht: 33. Platz

### Leichtathletik
- Abdou Manzo
Marathon: 47. Platz

- Inni Aboubacar
Marathon: 59. Platz

- Hassan Karimou
Marathon: 80. Platz